# Gräsvattensgraven
Gräsvattensgraven var en stensättning som låg vid sjön Gräsvattnet i Tärna socken i Lappland. Det var en brandgrav som inte daterats men som har stora likheter med gravarna vid Abelvattnet 65 kilometer längre söderut, som var från folkvandringstid–vendeltid (400–600-talen). Graven togs bort efter utgrävning eftersom sjön skulle dämmas upp.

## Upptäckt och utgrävningshistoria
Graven upptäcktes 1962 i samband med den arkeologiska inventering som gjordes inför Gräsvattnets dämning. Den grävdes ut och togs bort 1966.

## Graven
Graven låg på en svagt markerad udde på Gräsvattnets södra sida, några hundra meter öster om riksgränsen mellan Norge och Sverige. Den utgjordes av en rund stensättning med ungefär sex meters diameter, huvudsakligen uppbyggd av flata hällar. I mitten av graven fanns en grop med kol, brända ben och rester av en hartstätning. Hartsen anses vara rester efter ett förvaringskärl där de brända och krossade benen lagts ned. I gravens fyllning fanns horn av ren samt en spjutspets eller dolk av järn. Förutom de två gravarna vid Abelvattnet är detta den enda brandgrav som hittats vid en fjällsjö inom björkskogsregionen i Sverige. Gravskicket anses tyda på att dessa gravar anlagts av nordbor som kommit till fjälltrakterna från kulturbygderna vid Atlantkusten, kanske för att bedriva handel eller ta upp skatt. Gräsvattensgraven är inte daterad men den har stora likheter med gravarna vid Abelvattnet, som daterats till folkvandringstid–vendeltid (400–600-talen). 